# Años 1640 a. C.
La década de los años 1640 a. C. comenzó el 1 de enero de 1649 a. C. y terminó el 31 de diciembre de 1640 a. C.

Corresponde al siglo XVII a. C.

## Acontecimientos
- 1640 al 1530 a. C.: Etapa histórica de Egipto conocida como Segundo Periodo Intermedio, durante la cual las zonas altas y media del país estuvieron bajo el control de los hicsos procedentes de Palestina. Los hicsos introdujeron herramientas y armas de bronce, el carro de guerra y otras novedades.[1]